# Nur noch ein einziges Mal
Nur noch ein einziges Mal (Originaltitel It Ends with Us) ist ein romantisches Filmdrama von Justin Baldoni, das im August 2024 in die US-amerikanischen und in die deutschen Kinos kam. Der Film mit Blake Lively und dem Regisseur in den Hauptrollen basiert auf dem gleichnamigen Roman von Colleen Hoover.

## Handlung
Lily Bloom besucht ihre Heimatstadt in Maine, um bei der Beerdigung ihres Vaters Andrew eine Trauerrede zu halten. Während der Beerdigung kündigt sie an, sie werde fünf Dinge aufzählen, die sie an ihrem Vater am liebsten mochte. Sie starrt aber schweigend auf ihre leere Liste, bevor sie abrupt die Beerdigung verlässt.
Zuhause in Boston sitzt Lily auf dem Dach eines Wohngebäudes, als ein Mann auftaucht, der einen kurzen Wutanfall hat. Er entschuldigt sich, stellt sich als Ryle Kincaid vor und verrät, dass er ein Neurochirurg ist. Sie flirten, aber ihre Begegnung wird unterbrochen, als Ryle zu einer Notoperation gerufen wird.
Als Lily einen leerstehenden Laden übernimmt und renoviert, in dem ihr Blumenladen mit dem Namen Lily Bloom’s entstehen soll, taucht die arbeitssuchende Allysa auf. Lily stellt Allysa ein und sie werden bald enge Freunde. Später erfährt Lily, dass Ryle Allysas Bruder ist.
Während Allysas Geburtstagsparty gesteht Ryle Lily, dass er in sie verliebt ist. Sie küssen sich, aber Lily hält ihn davon ab, körperlich zu werden, da er offenbar nur an schnellem Sex interessiert ist, während sie eine ernste Beziehung möchte. Sie verbringt die Nacht in seiner Wohnung, ohne Sex zu haben. Am nächsten Morgen willigt sie ein, mit ihm auszugehen. Ryle überredet Lily, ihn zu einem Treffen mit ihrer Mutter Jenny in das neue Restaurant Root mitzunehmen. Dort erfährt Lily, dass der Besitzer und Chefkoch ihr damaliger Highschool-Freund Atlas Corrigan ist.
Eine Reihe von Rückblenden enthüllt, dass Lilys Vater ihre Mutter körperlich misshandelt hat. Lily beobachtet Atlas in einem leerstehenden Haus nebenan, nachdem er von zuhause weggelaufen ist, um dem gewalttätigen Freund seiner Mutter zu entkommen. Lily freundet sich mit ihm an und sie verlieben sich. Als Lilys Vater die beiden im Bett erwischt, verprügelt er Atlas brutal, so dass dieser ins Krankenhaus eingeliefert werden muss. Atlas geht daraufhin zu den Marines und Lily sieht ihn viele Jahre nicht wieder.
Eines Morgens verbrennt sich Ryle am Backofen die Hand. Als Lily ihm helfen will, schlägt er sie, entschuldigt sich aber sofort und besteht darauf, dass es ein Unfall war. Später nimmt er Lily sowie Allysa mit ihrem Ehemann Marshall zu einem Abendessen ins Root mit, wo Atlas Lilys verletztes Auge und Ryles bandagierte Hand bemerkt. Atlas stellt Lily zur Rede und fleht sie an, Ryle zu verlassen. Ryle findet die beiden und befürchtet das Schlimmste, was zu einer gewaltsamen Auseinandersetzung führt, die darin gipfelt, dass Atlas Ryle hinauswirft.
Atlas besucht Lilys Laden, um sich zu entschuldigen, und gibt ihr seine Telefonnummer, falls sie Schwierigkeiten bekommen sollte. Lily erzählt Ryle von der Missbrauchsgeschichte in ihrer Familie. Allysa und Marshall bekommen ein Baby. Ryle macht Lily im Krankenhaus einen Heiratsantrag, den sie annimmt. Einige Tage später entdeckt Ryle zufällig Atlas‘ Nummer in Lilys Handyhülle. Im darauffolgenden Streit stößt er Lily die Treppe hinunter und schlägt sie bewusstlos, obwohl er später behauptet, sie sei versehentlich hingefallen und er habe versucht, sie aufzufangen.
Sowohl Lily Blooms als auch Root werden in einer lokalen Zeitschrift vorgestellt, darunter in einem Interview mit Atlas, in dem er erklärt, dass er das Restaurant nach Lily benannt habe. In einem Anfall von Eifersucht versucht Ryle, sie zu vergewaltigen. Sie entkommt und sucht Atlas auf. Er bringt sie in ein Krankenhaus, wo festgestellt wird, dass sie schwanger ist. Sie bleibt ein paar Tage bei Atlas. Er offenbart ihr, dass er seinerzeit Suizid begehen wollte. Lily habe ihn jedoch durch ihre liebevolle Art zum Weiterleben ermutigt. 
Als Lily sich Allysa gegenüber öffnet, gesteht Allysa, dass Ryle im Alter von sechs Jahren versehentlich seinen älteren Bruder Emerson erschossen hat. Sein ungelöstes Trauma äußert sich in Anfällen unkontrollierbarer Wut. Sie besteht darauf, dass Lily nicht mehr zu Ryle zurückkehrt. Lily zieht aus, obwohl Ryle sie anfleht und verspricht, sich in eine Therapie zu begeben. Kurz nach der Geburt ihrer gemeinsamen Tochter, die sie nach Emerson benennen, offenbart Lily, dass sie sich scheiden lassen möchte. Ryle fleht sie an und bittet sie, es sich noch einmal zu überlegen. Sie hofft, dass sie somit die Kette des Missbrauchs in ihrer Familie unterbrochen hat und flüstert ihrer Tochter zu: „Es endet mit uns.“
Einige Monate später besucht Lily zusammen mit ihrer Tochter und ihrer Mutter das Grab ihres verstorbenen Vaters, wo Lily den leeren Zettel der Grabrede hinterlässt. Lily begegnet später Atlas zufällig auf einem Markt. Sichtlich erfreut erzählt sie ihm, dass sie sich von Ryle getrennt hat.

## Literarische Vorlage
Der Film basiert auf dem Roman It Ends with Us der erfolgreichen Autorin Colleen Hoover, der im August 2016 bei Atria Books veröffentlicht wurde. Sie schreibt darin basierend auf der Beziehung zwischen ihrer Mutter und ihrem Vater. Später wurde der Roman in einer deutschen Übersetzung von Katarina Ganslandt unter dem Titel Nur noch ein einziges Mal veröffentlicht.

## Produktion

### Regie und Drehbuch
Regie führte Justin Baldoni, der gemeinsam mit Christy Hall und der Autorin Colleen Hoover auch das Drehbuch schrieb. Hall hatte zuletzt an den Drehbüchern für I Am Not Okay With This und Daddio – Eine Nacht in New York gearbeitet und tritt bei Nur noch ein einziges Mal zudem neben Jamey Heath und Alex Saks als eine der Produzentinnen in Erscheinung. Für Baldoni handelt es sich bei Nur noch ein einziges Mal nach zwei Fernsehfilmen und den Filmdramen Drei Schritte zu Dir und Clouds um seinen fünften Langfilm. Eigentlich ist er als Schauspieler bekannt, so aus den Fernsehserien My Last Days und Jane the Virgin.

### Besetzung, Synchronisation und Dreharbeiten
Blake Lively, zuletzt in Hauptrollen zu sehen in All I See Is You von Marc Forster, Nur ein kleiner Gefallen von Paul Feig und The Rhythm Section – Zeit der Rache von Reed Morano, und Regisseur Justin Baldoni spielen in den Hauptrollen Lily und Ryle. Die Besetzung von Lively und Baldoni als Lily und Ryle löste bei den Fans des Buches Gegenreaktionen aus. In Hoovers Roman ist Lily 23 und Ryle 30 Jahre alt, während die Schauspieler zur Zeit der Dreharbeiten bereits 35 und 39 Jahre alt waren. Hoover erklärte in einem Interview mit People, dass sie die Figuren im Film mit Absicht älter haben wollte, um einen von ihr während des Schreibens gemachten Fehler zu korrigieren. In jüngeren Jahren wird Lily Bloom von Isabela Ferrer gespielt. Brandon Sklenar ist in der Rolle von Atlas Corrigan zu sehen, der als jüngerer Mann von Alex Neustaedter gespielt wird. In weiteren Rollen sind Jenny Slate als Allysa und Amy Morton als Jenny zu sehen.
Die deutsche Synchronisation entstand nach einem Dialogbuch und der Dialogregie von Elisabeth von Molo im Auftrag der Iyuno Germany GmbH in Berlin. Kaya Marie Möller leiht in der deutschen Fassung Lily Bloom ihre Stimme, Tobias Kluckert seine Andrew Bloom und Martin Gleitze seine Ryle Kincaid.
Die Dreharbeiten fanden ab Mai 2023 in Jersey City statt. Weitere Aufnahmen entstanden in New York. Als Kameramann fungierte der Kanadier Barry Peterson, der zuletzt für die Actionkomödie Thunder Force von Ben Falcone, Dungeons & Dragons: Ehre unter Dieben von John Francis Daley und Jonathan Goldstein und die romantische Filmkomödie My Big Fat Greek Wedding – Familientreffen von Nia Vardalos tätig war.

### Filmmusik und Veröffentlichung
Die Filmmusik komponiert Rob Simonsen. Er war zuletzt für Filme wie Nerve von Henry Joost und Ariel Schulman, Der Spitzenkandidat und Tully von Jason Reitman, den Science-Fiction-Thriller Captive State von Rupert Wyatt, das Filmdrama The Friend von Gabriela Cowperthwaite und das Science-Fiction-Abenteuer The Adam Project von Shawn Levy tätig. Das Soundtrack-Album mit insgesamt 22 Musikstücken soll zum US-Kinostart von Madison Gate Records als Download veröffentlicht werden. Der Kinostart in Deutschland erfolgte am 15. August 2024. Am 9. Dezember 2024 wurde der Film in den USA in das Programm von Netflix aufgenommen.

## Rezeption

### Kritiken und Einspielergebnis
Die Kritiken fielen gemischt aus.
Kira Taszman vergab 1,5 von 5 Sternen und kritisierte im Filmdienst, dass die „in Hochglanz gefilmte Komödie“ zwar ein zunehmend ernstes Thema – Gewalt von Männern in Beziehungen – behandle, „Ton, Form und Plot“ aber kein stimmiges Ganzes ergäben. Durch „einen beschwingten Ton und eine Werbefilmästhetik“ verwässere er sein Thema.
Filmstarts-Kritikerin Helena Berg bewertete den Film mit 2,5 von 5 Sternen. Sie lobt die schauspielerische Leistung und Besetzung und hebt hervor, dass er von einer „liebevollen Frauenfreundschaft“ handelt. Allerdings kritisiert auch sie die ästhetische Inszenierung „selbst der gewaltsamsten Szenen des Dramas“ und betont die Diskrepanz zwischen dem „Popkultur-Überschwang“ aus „stylischen Boho-Outfits, Taylor-Swift-Songs und luxuriösen Locations“ einerseits und der Thematik häuslicher Gewalt andererseits.
Die weltweiten Einnahmen des Films aus Kinovorführungen belaufen sich auf rund 350 Millionen US-Dollar. Nachdem der Film in Deutschland vier Wochen lang Platz 1 der Kinocharts belegte verzeichnet er dort 1.447.241 Besucher.

### Auszeichnungen
Make-Up Artists and Hair Stylists Guild Awards 2025
- Nominierung in der Kategorie Contemporary Make-Up (Sarah Graalman, Vivian Baker und Melanie Licata)
- Nominierung in der Kategorie Contemporary Hair Styling (Robert Lugo, Vita Viscuso und Anne Carroll)[15]